# مدیریت از راه دور
مدیریت از راه دور (به انگلیسی: Remote administration) به هر روشی برای کنترل رایانه از یک مکان راه دور گفته می‌شود. عبارت است از نرم‌افزاری که امکان مدیریت از راه دور را فراهم می‌کند به‌طور فزاینده ای رایج می‌شود و اغلب زمانی استفاده می‌شود که قرار گرفتن در نزدیکی یک سیستم برای استفاده از آن از نظر فیزیکی دشوار یا غیرعملی باشد. یک مکان از راه دور ممکن است به رایانه ای در اتاق بعدی یا یکی در آن سوی دنیا اشاره داشته باشد. همچنین ممکن است به مدیریت قانونی و غیرقانونی (به عنوان مثال هک) از راه دور اشاره داشته باشد (به مالکیت و تروجان مراجعه کنید).

## الزامات

### اتصال اینترنت
هر رایانه ای با اتصال به اینترنت، پشته پروتکل اینترنت یا در یک شبکه محلی می‌تواند از راه دور اداره شود.
برای مدیریت غیر مخرب، کاربر باید نرم‌افزار سرور را روی سیستم میزبان نصب یا فعال کند تا بتواند مشاهده شود. سپس کاربر/کارفرما می‌تواند با استفاده از نرم‌افزار نصب‌شده، از رایانه دیگری به سیستم میزبان دسترسی داشته باشد.
معمولاً هر دو سیستم باید به اینترنت متصل باشند و نشانی آی‌پی سیستم میزبان/سرور باید مشخص باشد؛ بنابراین مدیریت از راه دور کمتر عملی است اگر میزبان از یک مودم شماره‌گیری استفاده کند که دائماً آنلاین نیست و اغلب دارای IP پویا است.

### برقراری ارتباط
وقتی کلاینت به کامپیوتر میزبان متصل می‌شود، معمولاً پنجره ای ظاهر می‌شود که محیط رومیزی(Desktop) میزبان را نشان می‌دهد. سپس مشتری می‌تواند میزبان را طوری کنترل کند که گویی درست در مقابل آن نشسته‌است.
ویندوز دارای یک بسته مدیریت از راه دور داخلی به نام ابزار کنترل از راه دور رایانه است. یک جایگزین رایگان کراس پلتفرم وی‌ان‌سی است که عملکرد مشابهی را ارائه می‌دهد.

## کارهای رایجی که برای آنها از مدیریت از راه دور استفاده می‌شود

### خاموش کردن
خاموش کردن یا راه اندازی مجدد رایانه دیگری از طریق شبکه

### دسترسی به تجهیزات جانبی
- استفاده از دستگاه شبکه، مانند چاپگر
- بازیابی داده‌های جریان، بسیار شبیه به یک سیستم دوربین مدار بسته

### ویرایش کردن
- ویرایش تنظیمات رجیستری رایانه دیگری
- اصلاح خدمات سیستم
- نصب نرم‌افزار روی دستگاه دیگری
- اصلاح گروه‌های منطقی

### مشاهده کردن
- کمک به دیگران از راه دور
- نظارت بر استفاده از رایانه یا اینترنت
- دسترسی به " مدیریت رایانه " یک سیستم راه دور

### هک کردن
رایانه‌های آلوده به بدافزارهایی مانند تروجان‌ها گاهی اوقات درهای پشتی سیستم‌های رایانه‌ای را باز می‌کنند که به کاربران مخرب اجازه می‌دهد رایانه را هک کرده و کنترل کنند. پس از آن، چنین کاربرانی می‌توانند فایل‌های موجود در رایانه را به اهداف خود اضافه، حذف، اصلاح یا اجرا کنند.